# Transformació Foldy-Wouthuysen
La transformació de Foldy-Wouthuysen va ser històricament significativa i va ser formulada per Leslie Lawrance Foldy i Siegfried Adolf Wouthuysen el 1949 per entendre el límit no relativista de l'equació de Dirac, l'equació per a les partícules d'espín 1/2. Una discussió general detallada de les transformacions de tipus Foldy-Wouthuysen en la interpretació de partícules d'equacions d'ona relativistes es troba a Acharya i Sudarshan (1960). La seva utilitat en la física d'altes energies està ara limitada perquè les aplicacions primàries es troben en el domini ultrarelativista on el camp de Dirac es tracta com un camp quantificat.

## Una transformació canònica
La transformació FW és una transformació unitària de la base ortonormal en la qual es representen tant l'hammiltonià com l'estat. Els valors propis no canvien sota aquesta transformació unitària, és a dir, la física no canvia sota aquesta transformació de base unitària. Per tant, aquesta transformació unitària sempre es pot aplicar: en particular, es pot triar una transformació de base unitària que posarà l'hammiltonià d'una forma més agradable, a costa d'un canvi en la funció d'estat, que aleshores representa una altra cosa. Vegeu per exemple la transformació de Bogoliubov, que és una transformació de base ortogonal amb el mateix propòsit. Per tant, el suggeriment que la transformada FW és aplicable a l'estat o a l'hammiltonià no és correcte.
Foldy i Wouthuysen van fer ús d'una transformació canònica que ara es coneix com la transformació Foldy-Wouthuysen. Un breu relat de la història de la transformació es troba als obituaris de Foldy i Wouthuysen i a les memòries biogràfiques de Foldy. Abans del seu treball, hi havia alguna dificultat per entendre i reunir tots els termes d'interacció d'un ordre determinat, com els d'una partícula de Dirac immersa en un camp extern. Amb el seu procediment la interpretació física dels termes va quedar clara, i es va poder aplicar el seu treball de manera sistemàtica a una sèrie de problemes que abans havien desafiat la solució. La transformada Foldy-Wouthuysen es va estendre als casos físicament importants de partícules d'espín-0 i espín-1, i fins i tot es va generalitzar al cas dels girs arbitraris.

## Descripció
La transformació Foldy-Wouthuysen (FW) és una transformació unitària sobre una funció d'ona de fermió de la forma:

| {\displaystyle \psi \to \psi '=U\psi } | \| \| \| \| \| \| \| \| | (1) |
|                                        |                         |     |
|                                        |                         |     |
on l'operador unitari és la matriu 4×4:

| {\displaystyle U=e^{\beta {\boldsymbol {\alpha }}\cdot {\hat {p}}\theta }=\mathbb {I} _{4}\cos \theta +\beta {\boldsymbol {\alpha }}\cdot {\hat {p}}\sin \theta =e^{{\boldsymbol {\gamma }}\cdot {\hat {p}}\theta }=\mathbb {I} _{4}\cos \theta +{\boldsymbol {\gamma }}\cdot {\hat {p}}\sin \theta } | \| \| \| \| \| \| \| \| | (2) |
| |                         |     |
| |                         |     |
A dalt,
{\displaystyle {\hat {p}}^{i}\equiv {\frac {p^{i}}{|\mathbf {p} |}}}
és el vector unitari orientat en la direcció del moment del fermió. Les anteriors estan relacionades amb les matrius de Dirac per β = γ0 i αi = γ0γi, amb i = 1, 2, 3. Una expansió en sèrie senzilla aplicant les propietats de commutativitat de les matrius de Dirac demostra que 2 anterior és cert. La inversa
{\displaystyle U^{-1}=e^{-\beta {\boldsymbol {\alpha }}\cdot {\hat {\mathbf {p} }}\theta }=\mathbb {I} _{4}\cos \theta -\beta {\boldsymbol {\alpha }}\cdot {\hat {\mathbf {p} }}\sin \theta }
per tant, és clar que U−1U = I, on I és una matriu identitat 4x4.

## Altres aplicacions
La potent maquinària de la transformada Foldy-Wouthuysen desenvolupada originalment per a l'equació de Dirac ha trobat aplicacions en moltes situacions com ara l'acústica i l'òptica.
Ha trobat aplicacions en àrees molt diverses com els sistemes atòmics la radiació de sincrotró i la derivació de l'equació de Bloch per a feixos polaritzats.
L'aplicació de la transformació Foldy–Wouthuysen en acústica és molt natural; càlculs exhaustius i matemàticament rigorosos.